# NGC 1544
NGC 1544 (другие обозначения — UGC 3160, ZWG 370.1A, MCG 14-3-6, KARA 143, ZWG 361.11, NPM1G +86.0007, ZWG 362.4, PGC 16608) — галактика в созвездии Цефей.
Этот объект входит в число перечисленных в оригинальной редакции «Нового общего каталога».
В галактике вспыхнула сверхновая SN 2005df типа Ia. Её пиковая видимая звёздная величина составила 13,8.
В галактике вспыхнула сверхновая SN 2005ax. Её пиковая видимая звёздная величина составила 14,5.